# Фемарн
Фе́марн (нім. Fehmarn, дан. Femern) — острів у Балтійському морі та з 2003 року також місто у землі Шлезвіг-Гольштейн у Німеччині. З 2003 року має статус міста, належить до району Східний Гольштейн. Третій за площею острів Німеччини. До об'єднання Німеччини 3 жовтня 1990 року був найбільшим островом у Німеччині.  
Площа — 185,45 км2. Населення становить 12 875 ос. (станом на 31 грудня 2020).
Перші поселення у 5000 році до н. е. Імовірно острів у той час був з'єднаний з материком. У 400 - 900 роках н.е. на острові жили вагри.

## Транспорт
Через острів Фемарн пролягає Європейський маршрут Е47. З 1963 року острів з півостровом Вагрія з'єднує Фемарнзундський міст, довжина якого становить 963,40 м. З данським островом Лолланн, який знаходиться 18 км на північ, острів поєднує поромна переправа Путтгарден — Редбі. 29 червня 2007 року в Берліні було досягнуто Тимчасової угоди між данським і німецьким урядами про будівництво Фемарнбельтського мосту довжиною 19 км, який замінить існуючу поромну переправу. Будівництво повинно було початися в 2011 році і  завершено в 2018 році. Але останнього часу сторони більше схиляються до будівництва підводного тунелю.
Маршрут поездів InterCityExpress та EuroCity сполученням Гамбург-Копенгаген також проходить через острів.

## Міста-побратими
- Нярінга (лит. Neringa), Литва
- Орт на Дунаї (нім. Orth an der Donau), Австрія
- Редбі (дан. Rødby), Данія

## Цікаві факти
6 вересня 1970 року на острові на фестивалі Love & Peace відбувся останній концерт Джимі Хендрікса.
На острові знаходиться музей, у якому стоїть німецький підводний човен U 11 типу II. (сторінка музею)

## Посилання

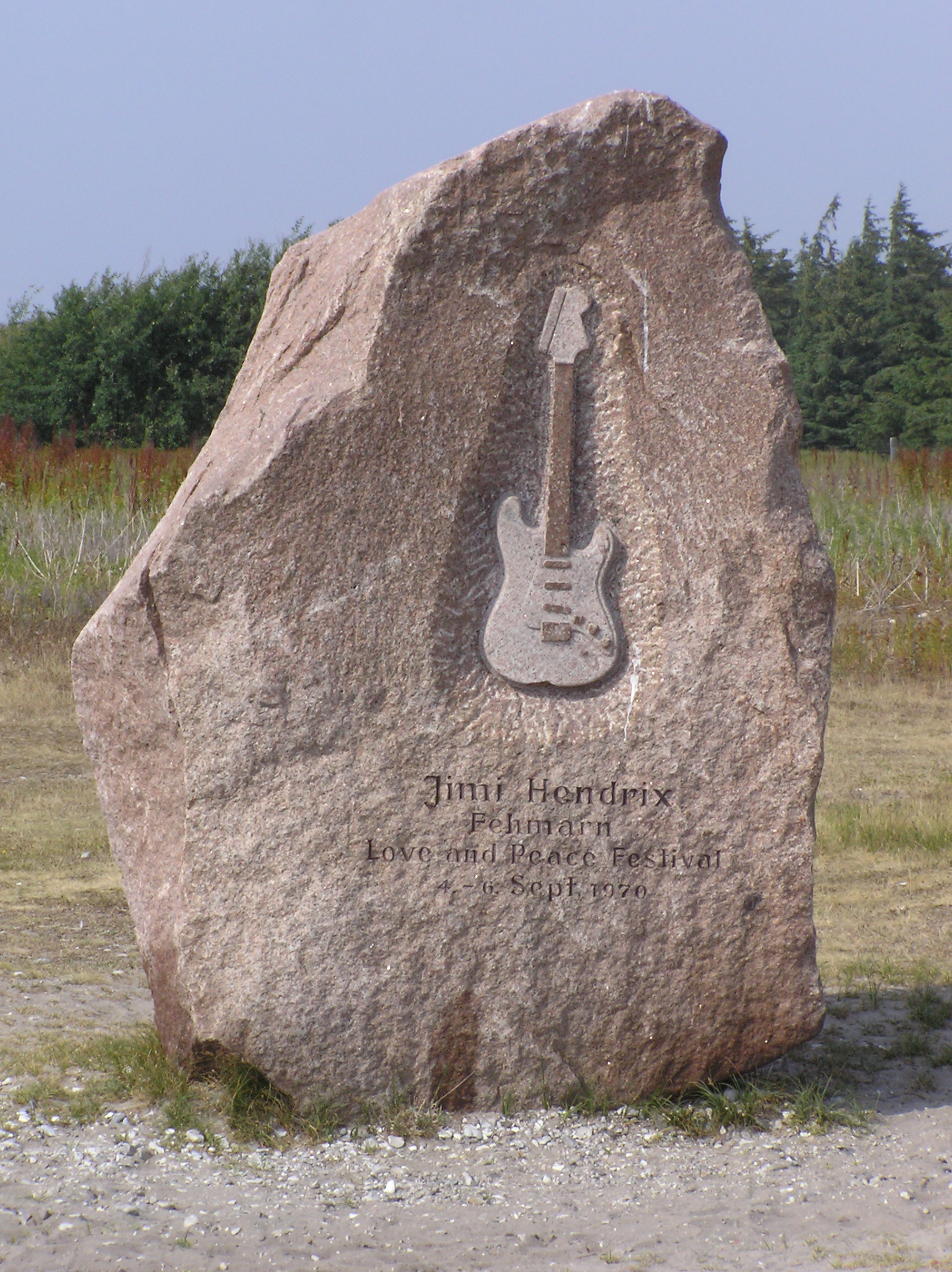
Пам'ятний камінь Джимі Хендріксу

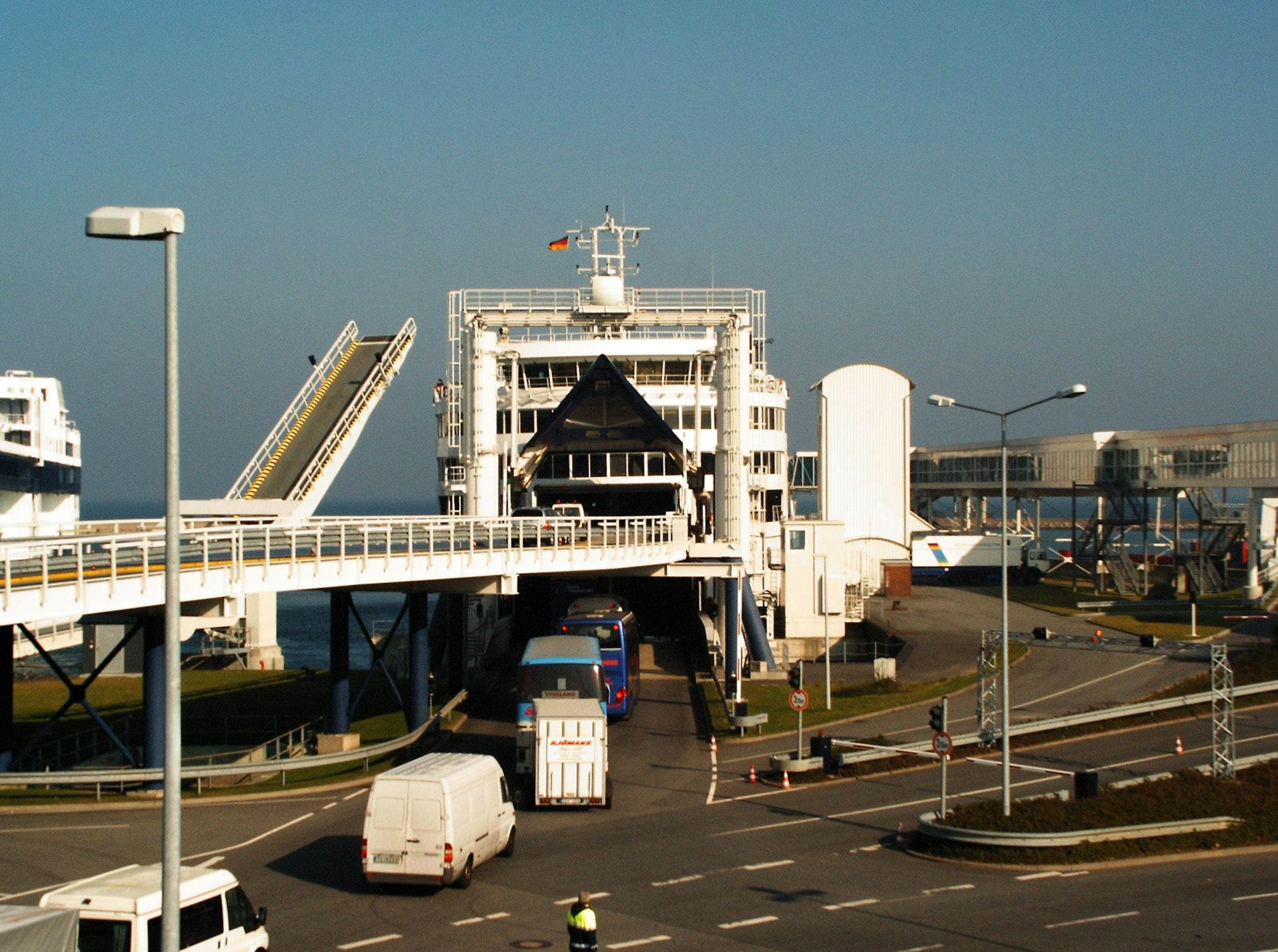
Поромна переправа у Путтгардені

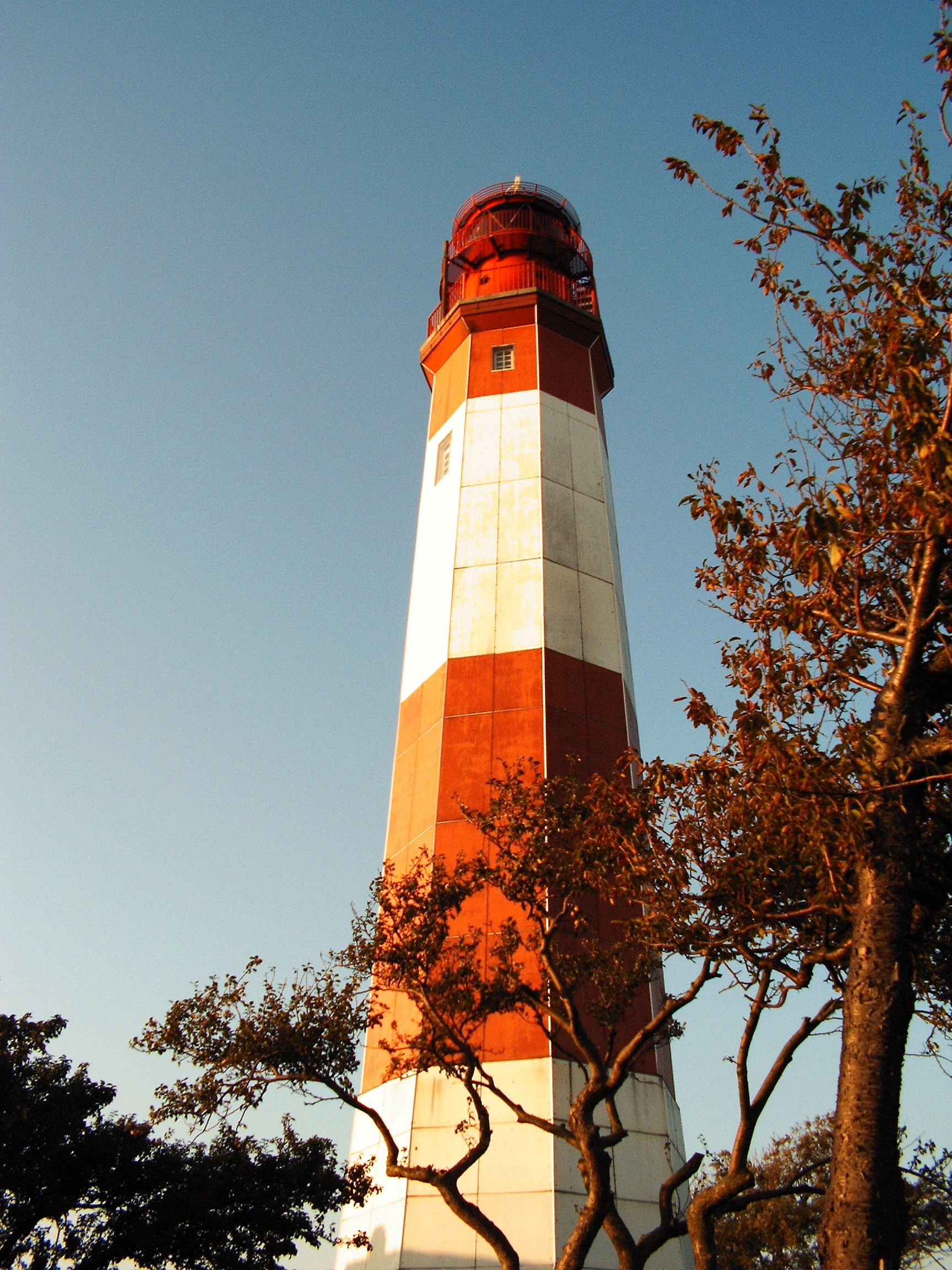
Маяк на острові

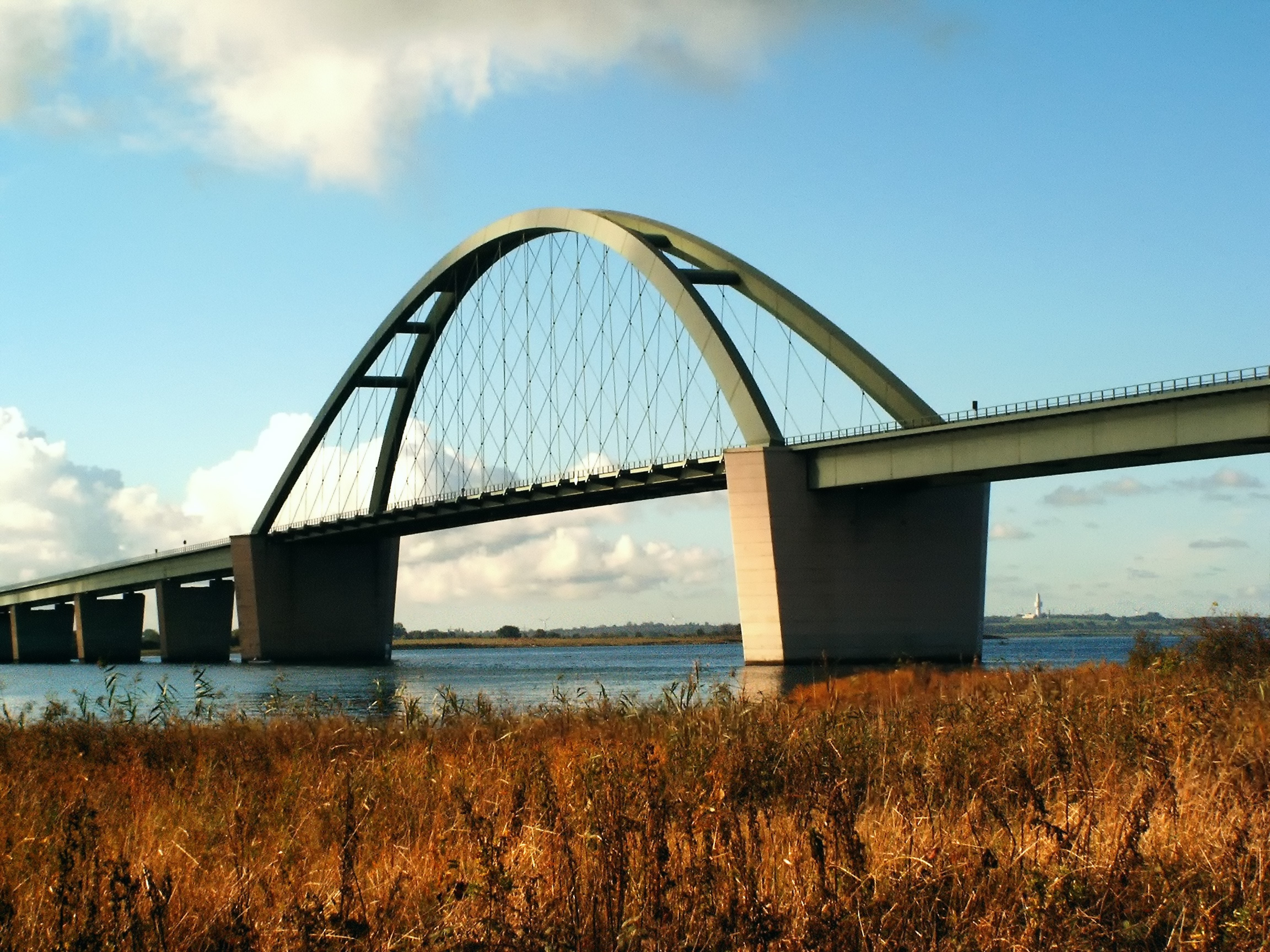
Фемарнзундський підвісний міст, який з'єднує острів Фемарн з материком